# Isla Avoca
La isla Avoca (en inglés: Avoca Island) es una isla situada en el corazón de los pantanos de la ciudad de Morgan, en el estado de Luisiana al sur de los Estados Unidos de América. Es el hogar de muchas especies silvestres. Parte de la isla fue industrializada después de la lenta expansión de la ciudad. Desde la vía costera, la isla está al borde de una zona urbana que aún conserva su encanto rural. Es además el hogar de más de 400 cabezas de ganado.